# Granitisatie
Granitisatie is een achterhaald (verondersteld) proces in de geologie, waarmee graniet zou ontstaan. Volgens de aanhangers van granitisatie werden intrusies van graniet gevormd door een scheikundige reactie in ander gesteente, die veroorzaakt werd door hydrothermale vloeistoffen die door het gesteente stroomden. De in deze vloeistoffen opgeloste stoffen reageerden met het gesteente, net zo lang tot er graniet ontstaan was (zo'n chemisch proces in gesteenten onder invloed van hydrothermale vloeistoffen wordt metasomatisme genoemd).
De aanhangers van een metasomatische vorming van graniet stonden in de eerste helft van de 20e eeuw tegenover de aanhangers van een magmatische vorming. Volgens de laatsten ontstaat graniet door stolling van magma. De controverse wordt het granietdebat genoemd. Het probleem werd opgelost door een (postume) publicatie van Norman Levi Bowen en Frank Tuttle in 1958, waarin de twee aantoonden dat bij in experimenten gesmolten gesteenten de smelt dezelfde chemische samenstelling heeft als in de natuur voorkomende graniet. De conclusie was dat graniet ontstaat uit magma.